# 그림자 군단
《그림자 군단》(프랑스어: L'armée des ombres)은 1969년 개봉된 프랑스의 드라마 영화이다. 장피에르 멜빌이 감독과 각본을 맡았으며, 조제프 케셀의 동명 소설을 영화화한 작품이다.

## 줄거리
필리프 제르비예(리노 벤투라)는 프랑스 레지스탕스의 중역으로, 당국에 붙잡혀 수용소로 이송된다. 수용소에서 그는 공산주의자 출신의 수감자와 친하게 지낸다. 다른 수용소로 가기 위해 당국으로 이감된 그는 극적으로 탈출해 레지스탕스로 재합류한다. 은신하고 있던 제르비예에게 뤼크가 온다.

## 출연
- 리노 벤투라 - 필리프 제르비예

### 주연
- 폴 뫼리스

### 조연
- 장 피에르 카셀
- 시몬느 시뇨레
- 클로드 만
- 폴 크로슈
- 크리스티앙 바르비에
- 세르주 레지아니
- 앙드레 드와브랭

## 기타
- 원작자: 조셉 케슬
- 미술: 데오발드 모리스